# Issa Traore
Issa Traore (29 september 1984) is een Burkinese voetballer die in juni 2010 werd gecontracteerd door  KV Woluwe-Zaventem. 
Traore is 180 cm lang en weegt 74 kg en is een aanvaller. Hij werd in 2006 door KSC Lokeren naar de Belgische competitie gehaald, maar werd al voor de terugronde van het seizoen 2006-2007 uitgeleend aan VW Hamme. Zijn contract bij Lokeren werd niet verlengd, waarna Traore uitkwam voor SK Londerzeel. Op 27 juni 2008 maakte Oudenaarde bekend de voetballer te hebben gecontracteerd.

## Carrière
- 2000-2003 : Alliance Bouake
- 2003-2005 : Jeunesse Club
- 2005-2006 : ASFA-Yennenga
- 2006-2007 : KSC Lokeren
- 2007-2007 : KFC VW Hamme
- 08/2007 - 2008: Londerzeel SK
- 2008-2009 : KSV Oudenaarde
- 2009-2010: KSK Opwijk
- 2010-???? : KV Woluwe-Zaventem
- ????-2017 : KFC HO Kalken
- 2017-heden : SK Berlare